# Ferran Sáez Mateu
Ferran Sáez Mateu (la Granja d'Escarp, Segrià, 1964) és un escriptor i professor universitari, especialista en Montaigne, sobre qui va fer la tesi doctoral i diversos estudis i traduccions.

## Biografia
És doctor en Filosofia per la Universitat de Barcelona i professor titular a la Facultat de Comunicació i Relacions Internacionals de la Universitat Ramon Llull. Ha estat director de l'Institut d'Estudis Polítics Blanquerna i coordinador del programa de doctorat «Política, media, societat» de la Universitat Ramon Llull, així com professor del programa de doctorat IN3 de la Universitat Oberta de Catalunya (UOC).
Entre el 1999 i el 2005 es va ocupar de temes relacionats amb la recerca al CETC, i va formar part del consell de redacció d'Idees, revista que posteriorment va dirigir entre 2011 i 2015. Ha estat l'investigador principal (IP) del GRECOM (Grup de Recerca en Comunicació, Opinió Pública i Memòria) de la Universitat Ramon Llull des de 2006 fins a 2017.
Col·labora regularment al diari Ara, i també va escriure al diari Avui durant dotze anys, al setmanari El Temps des de 2005 fins a 2017, a La Vanguardia, a Segre, a Elsingulardigital.cat, Catalunya Oberta.cat, a Catalunya Ràdio, a Barcelona Televisió i a altres mitjans de comunicació, i ha format part del consell assessor de diverses revistes de pensament. Entre 2011 i 2015 va ser el director del Centre d'Estudis de Temes Contemporanis (CETC) de la Generalitat de Catalunya.
L'obra assagística de Ferran Sáez Mateu ha estat mereixedora de premis com el Joan Fuster (1999) o el Josep Vallverdú (1998). L'any 1996 va ser guardonat també amb el Premi Pere Calders, per l'obra La invenció de l'home. La seva principal línia de recerca acadèmica és la que correlaciona democràcia i comunicació.
Malgrat que el gruix de la seva obra és de caràcter assagístic, ha fet també diverses incursions en la literatura de ficció i en la poesia. El 2019 va guanyar el 40è premi Carles Rahola d'assaig amb el dietari filosòfic La vida aèria.
Pertany al consell assessor de la Fundació Joan Maragall-Cristianisme i Cultura, i als consells de redacció de les revistes Qüestions de Vida Cristiana i Serra d'Or. Des de 2022, la biblioteca pública de La Granja d'Escarp porta el seu nom
El 20 de febrer de 2023 va interpretar a l'històric Teatre Romea de Barcelona el monòleg  L'animal filòsof, escrita per ell mateix
El 14 de març de 2025, i sota els auspicis de la Universitat Autònoma de Barcelona i l'Institut d'Estudis Catalans, es va celebrar a Barcelona un simposi acadèmic de caràcter monogràfic dedicat a l'anàlisi de l'obra de Ferran Sáez Mateu. 
Compositor i intèrpret poliinstrumentista, posseeix la col·lecció privada d'instruments musicals més important de Catalunya.

## Obres

### Assaig
- Presència d'una absència. Apunts sobre l'espiritualitat contemporània, Publicacions de l'Abadia de Montserrat, Barcelona, 2025
- El imprudente feliz. Cómo el mito del buen salvaje condiciona el pensamiento actual, Rosamerón, Barcelona, 2025
- La fi del progressisme il·lustrat. El debat natura / artifici en la política, Pòrtic/Grup 62, Barcelona, 2024[7]
- La intimidad perdida, Herder, Barcelona, 2024
- Acaçar la boira, Pòrtic/Grup 62, Barcelona, 2022[8]
- La vida aèria, Pòrtic/Grup 62, Barcelona, 2019
- El cos de l'esperit. Sobre la culturització de l'herència cristiana, Viena Edicions, Barcelona, 2019
- La superficie. La vida entre pantallas, ED Libros, Barcelona, 2018
- Populisme. El llenguatge de l'adulació de les masses, Publicacions de l'Abadia de Montserrat, Barcelona, 2018
- Progresismo, Tibidabo Ediciones, Barcelona, 2017
- Estranya forma de vida, Acontravent, Barcelona, 2016
- "Els caníbals" de Michel de Montaigne. Traducció, estudi introductori i notes, Edicions de la ela geminada, Girona, 2015
- Els bons salvatges, Mina-Grup 62, Barcelona, 2008
- Principis d'acústica mediàtica, Fundació Universitat de Girona, Girona, 2008
- Mitjans de comunicació i valors, ESADE/Fundació Lluís Carulla, Barcelona, 2008
- La participació política, Editorial UOC, Barcelona, 2007
- Què (ens) passa?. Subjecte, identitat i cultura en l'era de la simulació, Proa, Barcelona, 2003
- Comunicació i argumentació, Trípodos / Facultat de Ciències de la Comunicació Blanquerna (URL), Barcelona, 2003
- Dislocacions, Edicions 3 i 4, València, 1999. (Premi Joan Fuster d'assaig 1999)
- El crepuscle de la democràcia, Edicions 62, Barcelona, 1999. (Premi Josep Vallverdú d'assaig 1998)
- La invenció de l'Home, Pòrtic/Enciclopèdia Catalana, Barcelona, 1998. (Premi Pere Calders)
- Montaigne i les conceptualitzacions de la diferència antropològica al segle XVI, Universitat de Barcelona-PPU, Barcelona, 1993
- Michel de Montaigne: Dels Caníbals. Societat Catalana de Filosofia / Institut d'Estudis Catalans, Barcelona, 1992

### Poesia
- Omertà, edició d'Angel Caffarena, Ediciones El Guadalhorce, Màlaga, 1992
- Teoria de la memòria, Dama Ginebra / Universitat de Lleida, Lleida, 1989

### Narrativa
- Els morts riallers, Amsterdam, Barcelona, 2021
- La nit contra tu. Una novel·la gòtica de la Barcelona dels vuitanta, Proa / Grup 62, Barcelona, 2016[9]
- Les ombres errants, La Magrana-RBA, Barcelona, 2012[10]
- Vides improbables. Una història dels heterodoxos catalans, Acontravent, Barcelona, 2010

### Obres col·lectives
- La justícia en temps miserables i l'autoritarisme. Debats a Sant Ildefons (2018-2019), Círculo Rojo, 2020.
- Joan Fuster: indagació, pensament i literatura, Publicacions de la Universitat de València, València, 2019
- Filosofar. Pensar desde Cataluña, edició a càrrec de Ferran Sáez Mateu, ED Libros, Barcelona, 2017
- La memòria col·lectiva als mitjans, Edició a càrrec de Ferran Sáez Mateu i Elena Yeste, Proteus, Barcelona, 2014
- Tombes i lletres, Edicions Sidillà, Girona, 2011
- Valors tous en temps durs, Barcino, Barcelona, 2011
- Hermenèutica i Modernitat, Barcelonesa d'Edicions, Barcelona, 2009
- Valors útils per a la Catalunya del futur, Barcino, Barcelona, 2009
- Els valors dels catalans, Barcino, Barcelona, 2008
- Dalis Medienspielen. Falsche Fährten und paranoische Selbsinszenierungen in den Künsten", Verlag, Bielefeld, 2007
- Memòria històrica, entre la ideologia i la justícia, Inehca, Barcelona, 2007
- La rectificació, Destino, Barcelona, 2006
- Catalunya, reptes ètics, Proa, Barcelona, 2006
- Del humanismo al humanitarismo, Horsori, Barcelona, 2006
- Què ens mou? Sis valors a debat, Mina, Barcelona, 2006
- Identitats, Afers, València, 2006
- La construcció de la societat responsable, CEJP, Barcelona, 2006
- Cataluña-España. Relaciones políticas y culturales, Icària, Barcelona, 2003
- Parnassius Apollo, Proa, Barcelona, 2002
- La Modernitat inacabada, Ajuntament de Lleida, Lleida, 2000
- Idees de Poder, UIC, Barcelona, 2000
- Estudis cartesians, Barcelonesa d'Edicions, 1996

### Estudis acadèmics sobre l'autor
- Josep Murgades: "Ficada de dit a la nafra: l'obra de Ferran Sáez Mateu", Revista de Catalunya, número 159, any 2001, pp. 89–99*[11]
- Jesús Purroy: "Dislocacions by Ferran Sáez Mateu", Public Understanding of Science, 10:441, 2001
- Gonçal Mayos: "Els bons salvatges. El fracàs inevitable de les utopies polítiques modernes" de Ferran Sáez Mateu, VIA. Valors, idees i actituds, n. 8, 2009, pp. 209–211, en el Web de G. Mayos (UB)